# Deszczno (gmina)
Deszczno (do 1954 gmina Zieleniec) – gmina wiejska w województwie lubuskim, w powiecie gorzowskim. W latach 1975–1998 gmina położona była w województwie gorzowskim.
Siedziba gminy to Deszczno.
Według danych z 31 grudnia 2019 roku gminę zamieszkiwały 9942 osoby.

## Sołectwa
Białobłocie, Bolemin, Borek, Brzozowiec, Ciecierzyce, Deszczno, Dziersławice, Dzierżów, Glinik, Karnin, Kiełpin, Koszęcin, Krasowiec, Łagodzin, Maszewo, Niwica, Orzelec, Osiedle Poznańskie, Płonica, Prądocin, Ulim.

## Struktura powierzchni
Według danych z roku 2002 gmina Deszczno ma obszar 168,35 km², w tym:
- użytki rolne: 50%
- użytki leśne: 40%

Gmina stanowi 13,93% powierzchni powiatu.

## Demografia

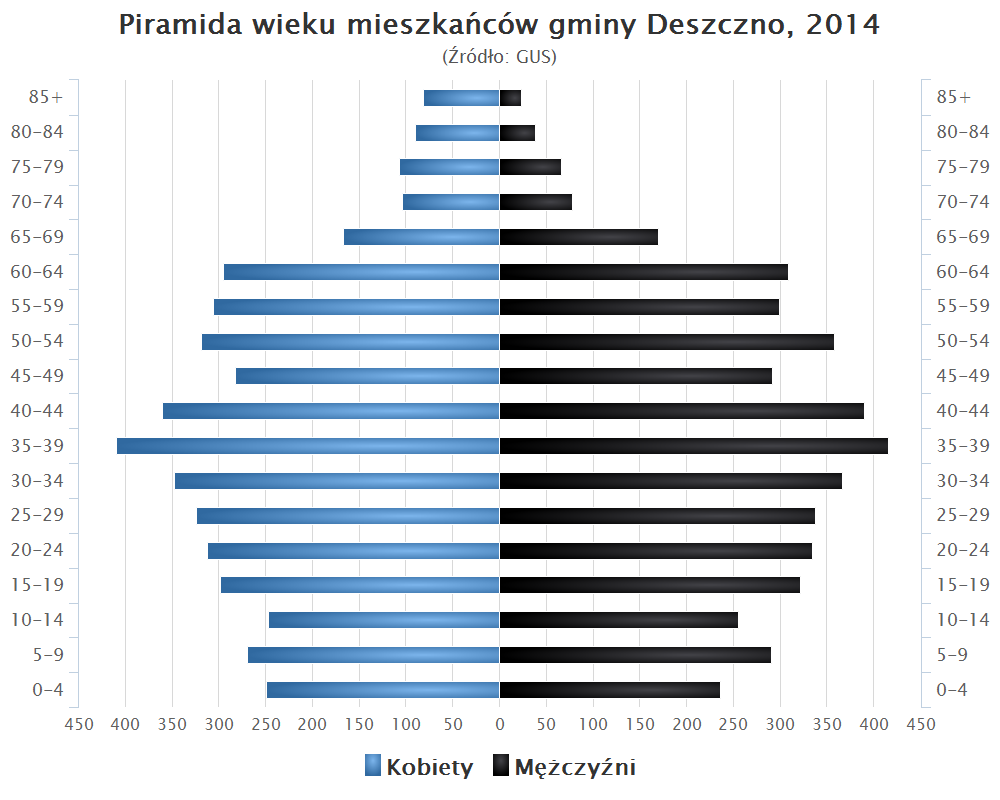
Piramida wieku mieszkańców gminy Deszczno w 2014 roku

Dane z 30 czerwca 2012:
| Opis                              | Ogółem | Ogółem | Kobiety | Kobiety | Mężczyźni | Mężczyźni |
| --------------------------------- | ------ | ------ | ------- | ------- | --------- | --------- |
| jednostka                         | osób   | %      | osób    | %       | osób      | %         |
| populacja                         | 8720   | 100    | 4374    | 50,2    | 4346      | 49,8      |
| gęstość zaludnienia (mieszk./km²) | 51,8   | 51,8   | 26,0    | 26,0    | 25,8      | 25,8      |

## Ochrona przyrody
Na obszarze gminy znajduje się rezerwat przyrody Santockie Zakole chroniący pozostałości lasów łęgowych i innych cennych siedlisk przyrodniczych oraz miejsca lęgowe ptaków wodno-błotnych.

## Sąsiednie gminy
Bledzew, Bogdaniec, Gorzów Wielkopolski, Krzeszyce, Lubniewice, Santok, Skwierzyna